# The Scientist
«The Scientist» —en español: «El científico»— es el segundo sencillo de la banda británica Coldplay de su segundo álbum de estudio, A Rush of Blood to the Head. La canción fue escrita por el vocalista Chris Martin. Es una balada con un acompañamiento de acordes de piano. Salió a la venta como sencillo el 4 de noviembre de 2002 y alcanzó el décimo puesto en la UK Singles Chart y el decimoctavo en el Billboard Hot 100.
Tuvo buenas críticas; en general se alabó la participación del piano y el falsete de Martin. Existen muchas remezclas del tema y su ostinato de acordes en el piano fue usado para varias canciones mediante el método de la muestra. Su video promocional ganó tres premios otorgados por MTV. La canción figura además en el álbum en vivo Live 2003.

## Historia y grabación
El vocalista Chris Martin escribió "The Scientist" después de escuchar la canción de George Harrison "All Things Must Pass". En una entrevista con la Rolling Stone, Martin reveló que mientras estaban trabajando en A Rush of Blood to the Head, sabía que le estaba faltando algo. Una noche, durante una estadía en Liverpool, Martin encontró un viejo piano desafinado. Quería trabajar en la canción de Harrison "Isn't It a Pity", pero no pudo. Cuando se le ocurrió finalmente la canción, pidió que se grabara. Poco después, una vez que la escuchó, dijo que la canción es "adorable". Martin la grabó en un estudio de Liverpool, al igual que todo el álbum A Rush of Blood to the Head.
Cuando fue entrevistado sobre la canción, Martin dijo: "Es sólo acerca de las mujeres. Es curioso cómo, cuando te gusta alguien, todo lo que estaba en tu mente desaparece". Sin embargo, en los créditos de A Rush of Blood to the Head se puede leer la frase "The Scientist is Dan" ("El científico es Dan"). "Dan" hace referencia a Dan Keeling, un empleado de los estudios A&R que también trabaja en Parlophone, la discográfica de Coldplay.

## Análisis
"The Scientist" es una balada con un ostinato de piano que tiene presencia en toda la canción. Martin abre la canción y los otros miembros de la banda se suman luego del primer estribillo. Comienza con una serie de acordes en el piano, mientras Martin canta. El tema también incluye un arreglo para cuerdas y hacia el final puede escucharse una guitarra eléctrica.
La letra alude a un hombre rendido ante el amor, que expresa su deseo de "volver a los comienzos". Las primeras líneas del verso enfatizan una disculpa: "Come up to meet you, tell you I'm sorry/you don't know how lovely you are" ("Vine para verte y decirte que lo siento/no sabes lo adorable que eres"). El cantante quiere volver con la chica a la que ama: "I had to find you, tell you I need you/tell you I set you apart/tell me your secrets and ask me your questions/Oh, let's go back to the start" ("Tenía que encontrarte y decirte que te necesito/decirte que eres especial/cuéntame tus secretos y pregúntame lo que quieras/oh, volvamos a empezar"). En el estribillo hace referencia a su relación, que por algún motivo no funciona: "Nobody said it was easy/Oh, it's such a shame for us to part/Nobody said it was easy/No one ever said it would be this hard/Oh, let's go back to the start" ("Nadie dijo que fuese fácil/es una pena que nos separemos/nadie dijo que fuese fácil/nadie advirtió de que fuese tan difícil/oh, volvamos a empezar"). Además, hace referencia al cuestionamiento científico en el tercer verso de la segunda estrofa: "I was just guessing at numbers and figures/pulling the puzzles apart/questions of science, science and progress" ("Sólo estaba adivinando números y cifras/tirando las piezas/preguntas de ciencia, ciencia y progreso").

## Lanzamiento como sencillo

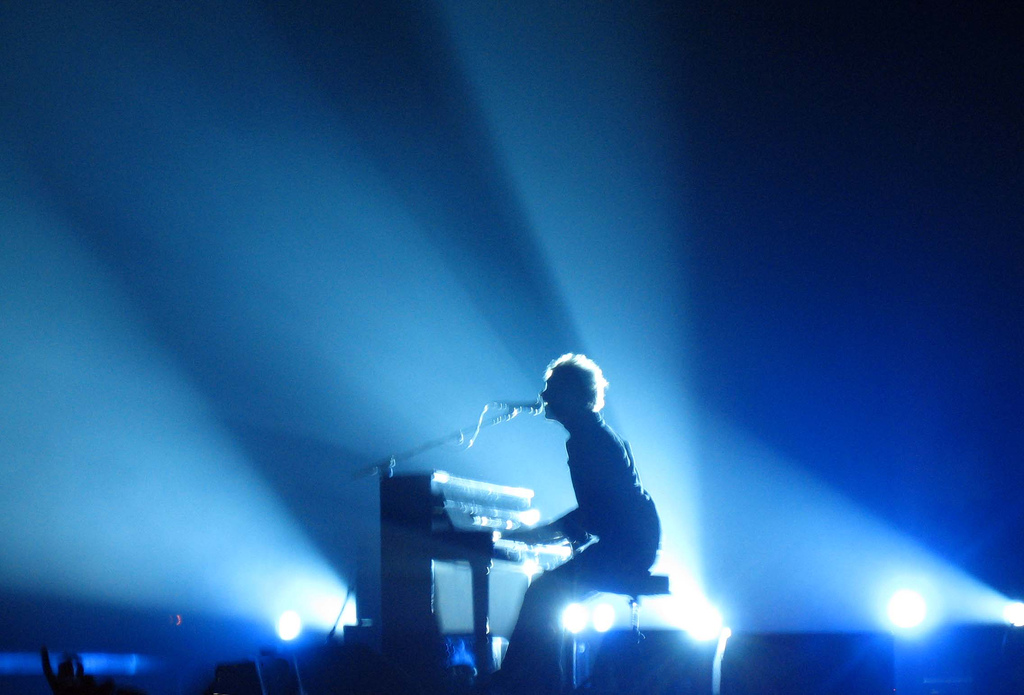
Chris Martin interpretando "The Scientist" durante una presentación en vivo en 2005.

Coldplay lanzó "The Scientist" en Europa el 4 de noviembre de 2002 como el segundo sencillo de A Rush of Blood to the Head. Sus lados B son "1.36" y "I Ran Away". Sin embargo, cuando se preparaban para sacarlo a la venta en Estados Unidos, su discográfica, Capitol Records consideró que no sería "la clase de cosas que les gustan a los oyentes estadounidenses", por lo que se lanzó "Clocks" como segundo sencillo del álbum. No obstante, ante la insistencia de la banda, "The Scientist" salió a la venta en dicho país el 23 de abril de 2003. Su carátula, diseñada por Sølve Sundsbø, consiste en una fotografía editada digitalmente del baterista Will Champion.
"The Scientist" figuró en el puesto número 40 en las listas australianas el 1 de noviembre de 2003. Además, llegó al número 18 en la lista de Billboard Modern Rock Tracks y al número seis en las listas de Letonia y Canadá el 19 de julio de 2003. Además, llegó al décimo lugar en la UK Singles Chart.

### Recepción de la crítica
En general, la canción recibió buenas críticas. Rob Sheffield, de la revista Rolling Stone, escribió: "La fantástica balada 'The Scientist' [...] [posee] un falsete que pone los pelos de la parte alta de la nuca de punta". Nick Southall, de la revista Stylus escribió: "El acompañamiento pianístico de 'The Scientist' es perfecto, la depresión de cada acorde en particular es poco común". Ian Watson de NME escribió, por su parte:" 'The Scientist' es una canción inexorablemente conectada con un cielo nocturno infinito y los secretos, temores y esperanzas de millones de personas".
En abril de 2014 la emisora colombiana Radioacktiva realizó un top 100 de la década 2000 poniendo a esta canción en el lugar 13.

## Otras versiones
"The Scientist" figura en el álbum en vivo de Coldplay Live 2003. Aimee Mann realizó una versión de la canción para una edición especial de su álbum Lost in Space. Además, Natasha Bedingfield, Eamon y Avril Lavigne hicieron una versión de la misma para el programa de radio Live Lounge. De manera similar, Belinda Carlisle la interpretó para el programa Hit Me Baby One More Time y Johnette Napolitano la incluyó en su álbum Scarred. El cuarteto británico All Angels creó un arreglo coral de la canción para su álbum Into Paradise, lanzado en noviembre de 2007. Los acordes de la canción fueron utilizados además para la canción de Sum 41 "Pieces". Finalmente, el programa de televisión estadounidense MADtv realizó una parodia del video, llamada "The Narcissist". La canción también figura en la película de 2004 Wicker Park.
En 2011, Willie Nelson cubierto por un Chipotle Mexican Grill patrocinado cortometraje titulado "Back to the Start", poniendo de relieve los problemas de la Concentrated Animal Feeding Operations. También aparece como el último corte en su álbum de 2012 Heroes.
En 2012, Glee covers en uno de sus episodios, "The Break Up". Muchos de los miembros del reparto cantadas incluyendo Cory Monteith, Darren Criss, Naya Rivera, Matthew Morrison, Lea Michele, Chris Colfer, Heather Morris y Jayma Mays.
En 2014, Miley Cyrus realizó una versión del tema, que fue presentada durante su gira mundial Bangerz Tour.

## Video promocional
El video promocional de "The Scientist" ganó popularidad rápidamente debido a su narrativa en reverso. Este concepto se había utilizado antes en el video de 1996 para la canción de The Pharcyde "Drop". Sin embargo, la primera vez que se usó fue en el video de "The Second Summer of Love" de Danny Wilson en 1989. A Martin le tomó un mes aprender a cantar la canción en reverso para el video.
Se filmó en varias localidades, incluyendo Londres y Bourne Woods, Surrey antes de que la banda realizara su gira A Rush of Blood to the Head Tour, y fue dirigido por James Thraves. Se transmitió por primera vez el 14 de octubre de 2002. Muestra a Martin caminando en reversa por una ciudad, los suburbios y un bosque, recogiendo partes de un traje a medida que retrocede. Cuando llega a su auto, se sube y hay una mujer en el suelo, a quien luego se la ve volando hacia el auto. Luego el auto empieza a rodar colina arriba pasando por una barrera rota, la cual se rompió debido al intento de esquivar a un camión. El vídeo sigue en reversa con el automóvil andando en una carretera con Martin y la mujer. Hacia el final del vídeo, se ve que la mujer se había quitado el cinturón de seguridad para colocarse un abrigo, pues tenía frío, cosa que la llevó a su muerte. El papel femenino fue interpretado por la actriz irlandesa Elaine Cassidy.
En 2003, "The Scientist" ganó múltiples premios, entre ellos los otorgados por MTV a mejor video y mejor director, entre otros. También fue nominado a la edición de los premios Grammy de 2004 a mejor vídeo, pero finalmente fue elegido en su lugar el de la canción "Hurt" de Johnny Cash.
En 2023, el videoclip de la canción llegó al billón de vistas en la plataforma de videos YouTube, y para celebrarlo decidieron remasterizar el vídeo a la resolución 4K.

## Listado de canciones
| Sencillo en CD |                 |          |  |
| N.º            | Título          | Duración |  |
| 1.             | «The Scientist» | 5:11     |  |
| 2.             | «1.36»          | 2:05     |  |
| 3.             | «I Ran Away»    | 4:26     |  |

| Sencillo en CD Europa |                      |          |  |
| N.º                   | Título               | Duración |  |
| 1.                    | «The Scientist»      | 5:11     |  |
| 2.                    | «In My Place» (Live) | 4:03     |  |
| 3.                    | «1.36»               | 2:05     |  |
| 4.                    | «I Ran Away»         | 4:26     |  |

| DVD |                                 |          |  |
| N.º | Título                          | Duración |  |
| 1.  | «The Scientist» (Album Version) | 5:11     |  |
| 2.  | «The Scientist» (Video)         | 4:25     |  |
| 3.  | «Lips Like Sugar» (Live)        | 4:52     |  |

| CD Promocional |                        |          |  |
| N.º            | Título                 | Duración |  |
| 1.             | «The Scientist» (Edit) | 4:30     |  |

| CD Promocional Reino Unido |                                 |          |  |
| N.º                        | Título                          | Duración |  |
| 1.                         | «The Scientist» (Album Version) | 5:11     |  |

## Posiciones en las listas
| Listas (2002-03)                            | Mejor Posición |
| ------------------------------------------- | -------------- |
| Australia (ARIA)                            | 40             |
| Austria (Ö3 Austria Top 40)                 | 8              |
| Bélgica (Flandes) (Ultratip Bubbling Under) | 6              |
| Bélgica (Valonia) (Ultratip Bubbling Under) | 10             |
| Canada (Nielsen SoundScan)                  | 16             |
| Francia (SNEP)                              | 96             |
| Alemania (Media Control AG)                 | 26             |
| Hungría (Single Top 40)                     | 18             |
| Irlanda (IRMA)                              | 15             |
| Italy (FIMI)                                | 23             |
| Países Bajos (Mega Single Top 100)          | 20             |
| Polish Singles Chart                        | 1              |
| Suecia (Sverigetopplistan)                  | 56             |
| Suiza (Schweizer Hitparade)                 | 28             |
| Reino Unido (UK Singles Chart)              | 10             |
| Estados Unidos (Alternative Airplay)        | 18             |
| Estados Unidos (Adult Top 40)               | 34             |